# Dhing
Dhing är en ort i Indien.   Den ligger i distriktet Nagaon och delstaten Assam, i den östra delen av landet, 1 500 km öster om huvudstaden New Delhi. Dhing ligger 69 meter över havet och antalet invånare är 20 826.
Terrängen runt Dhing är mycket platt. Runt Dhing är det mycket tätbefolkat, med 1 221 invånare per kvadratkilometer. Det finns inga andra samhällen i närheten. Trakten runt Dhing består till största delen av jordbruksmark.